# Cargol poma acanalat
El cargol poma acanalat (Pomacea canaliculata) és una espècie de mol·lusc gastròpode de la família Ampullaridae, originària del Nou Món. És un cargol molt gros, amfibi i d'aigua dolça. Fins a la prohibició a Europa del seu comerç i possessió, es criava també en aquaris.
Aquesta espècie es troba a la llista de les 100 pitjors espècies invasores del món. Des del juliol de 2011, a l'Estat espanyol la seva possessió, cria, transport, i comerç, sigui viu o mort, està prohibit. És una espècie comestible però sovint du paràsits potencialment nocius per a éssers humans i fauna autòctona (com els nematodes del gènere Angiostrongylus).

## Descripció
És una espècie polífaga que menja vegetals i detritus. L'alimentació varia amb la seva edat, els joves mengen algues i els adults plantes superiors. La closca és globular les coloracions normals inclouen bandes marronoses, negres i groguenques i els colors són molt variables fins i tot n'hi ha d'albins. La mida de la closca pot atènyer fins a 150  mm de llargada.

## Distribució
És originari de les zones tropicals i subtropicals de les Amèriques. Actualment, s'ha dispersat als Estats Units, especialment a Hawaii, Xina des de 1981. Als països tropicals afecta el conreu del taro i de l'arròs.
L'any 2009 va ser el primer suspecte de la plaga al delta de l'Ebre amb moltes pèrdues econòmiques a uns 21.000 hectàrees d'arrossar, però després un estudi genètic va demostrar que es tractava a l'Ebre del cargol poma tacat (P. maculata), descendents de mascotes d'aquaris escapades o llençades.. Malgrat els esforços considerables encara no s'ha trobat un mètode de control eficaç, fins i tot després d'usar mètodes agressius com la dessecació o la resalinització de camps (no pot sobreviure en aigua salada).
A Àsia, el caragol poma acanalat pot reduir la producció dels arrossars en més d'un 75% El seu transport i dispersió involuntaris són fàcils: basta amb calçats, una bota, un aparell de pesca o una eina de camp als quals s'enganxen ous, larves o adults joves. S'imposa una higiene meticulosa i cal netejar eines i calçat cada vegada que es passa d'un camp a l'altre.

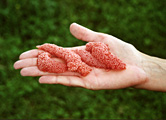
Ous del pomacea canaliculata

### Problemàtica als ecosistemes
Afecta greument al funcionament de l'ecosistema i en compromet la viabilitat. En particular, impedeix la proliferació de macròfits aquàtics i propicia el predomini d'algues planctòniques, major terbolesa i altes concentracions de nutrients, inclinant l'equilibri ecològic cap a l'eutròfia.